# Allemagne de l'Est aux Jeux paralympiques
La République démocratique allemande (ou Allemagne de l'Est) a participé une seule fois aux Jeux paralympiques. Alors que l'Allemagne de l'Ouest y participe depuis les premiers Jeux en 1960, la RDA, à l'instar de la plupart des pays du bloc de l'Est, rejoint tardivement le mouvement paralympique. 
L'Allemagne de l'Est envoie sa première et dernière délégation aux Jeux paralympiques d'été de 1984, qui ont lieu à Stoke Mandeville (au Royaume-Uni) et à New York (aux États-Unis). La délégation comprend quatre athlètes, tous handicapés visuels : entièrement aveugles (catégorie B1) ou malvoyants (catégorie B3). Ces athlètes participent uniquement aux épreuves d'athlétisme, qui pour les handicapés visuels ont lieu à New York,. Les athlètes paralympiques est-allemands concourent donc aux Jeux aux États-Unis alors que leurs compatriotes boycottent les Jeux olympiques trois semaines plus tard à Los Angeles,. Les Est-Allemands remportent trois médailles d'argent et une de bronze.
Absente aux Jeux d'hiver et d'été de 1988, l'Allemagne de l'Est cesse d'exister le 3 octobre 1990. Les athlètes de l'est de l'Allemagne participent dès lors aux délégations de l'Allemagne réunifiée. Des quatre athlètes est-allemands présents aux Jeux de 1984, deux représentent par la suite l'Allemagne unifiée : Siegmund Turteltaube prend part aux Jeux de 1992 à 2000, obtenant deux médailles d'argent au lancer de disque, tandis que Siegmund Hegeholz représente l'Allemagne de 1992 à 2008, obtenant deux médailles d'or et deux d'argent au lancer de javelot.

## Athlètes et résultats
Ce tableau indique les résultats obtenus par les quatre athlètes est-allemands lors de leur unique participation, aux Jeux d'été de 1984. La catégorie B1 indique une cécité totale, tandis que les athlètes participant aux épreuves B3 sont malvoyants.
| Nom                  | Sport      | Épreuve                     | Résultat                   |
| -------------------- | ---------- | --------------------------- | -------------------------- |
| Siegmund Hegeholz    | Athlétisme | Triple saut hommes B3       | 12,26 mètres ; 4e          |
| Siegmund Hegeholz    | Athlétisme | Saut en longueur hommes B3  | 6,28 mètres                |
| Siegmund Hegeholz    | Athlétisme | Pentathlon hommes B3        | 2678 points                |
| Rita Gerstenberger   | Athlétisme | Saut en longueur femmes B1  | 4,35 mètres ; 5e           |
| Rita Gerstenberger   | Athlétisme | Lancer de javelot femmes B1 | 17,68 mètres               |
| Rita Gerstenberger   | Athlétisme | Lancer de disque femmes B1  | 20,02 mètres               |
| Siegmund Turteltaube | Athlétisme | Lancer de disque hommes B1  | 26,21 mètres ; 9e          |
| Siegmund Turteltaube | Athlétisme | Lancer de poids hommes B1   | 9,23 mètres ; 9e           |
| Siegmund Turteltaube | Athlétisme | Triple saut hommes B1       | 8,23 mètres ; 4e           |
| Ralf Fox             | Athlétisme | 100 mètres hommes B3        | 12,10 s ; 8e(finale)       |
| Ralf Fox             | Athlétisme | 400 mètres hommes B3        | 52,88 s ; 5e(finale)       |
| Ralf Fox             | Athlétisme | 800 mètres hommes B3        | 2 min 03 s 76 ; 4e(finale) |